# 주칠레 대한민국 대사관
주 칠레 대한민국 대사관은 1966년 칠레 산티아고에 개설된 대한민국 외교부 소속의 대사관이다.

## 역사
대한민국은 1962년 4월 18일에 칠레와 수교했다. 대한민국은 1966년 11월 7일에 칠레 산티아고에 주칠레 대한민국 대사관을 설립했고 칠레는 1969년 11월 28일에 대한민국 서울에 주한 칠레 대사관을 설립했다.

## 역대 공관장
| 대수        | 성명   | 임명        |
| ----------- | ------ | ----------- |
| 제1대 대사  | 진필식 | 1966년 12월 |
| 제2대 대사  | 윤주영 | 1967년 11월 |
| 제3대 대사  | 강준희 | 1970년 8월  |
| 제4대 대사  | 한병기 | 1974년 4월  |
| 제5대 대사  | 장재용 | 1975년 8월  |
| 제6대 대사  | 윤경도 | 1979년 7월  |
| 제7대 대사  | 조광제 | 1981년 9월  |
| 제8대 대사  | 서경석 | 1983년 3월  |
| 제9대 대사  | 이용훈 | 1987년 12월 |
| 제10대 대사 | 문창화 | 1991년 3월  |
| 제11대 대사 | 강신성 | 1993년 12월 |
| 제12대 대사 | 조명행 | 1996년 3월  |
| 제13대 대사 | 조용하 | 1999년 9월  |
| 제14대 대사 | 신장범 | 2002년 9월  |
| 제15대 대사 | 기현서 | 2005년 10월 |
| 제16대 대사 | 임창순 | 2008년 6월  |
| 제17대 대사 | 황의승 | 2011년 6월  |
| 제18대 대사 | 유지은 | 2014년 7월  |
| 제19대 대사 | 정인균 | 2017년 4월  |
| 제20대 대사 | 장근호 | 2020년 1월  |
| 제21대 대사 | 황경태 | 2021년 12월 |
| 제22대 대사 | 김학재 | 2023년 7월  |

## 같이 보기
- 대한민국-칠레 관계
- 주한 칠레 대사관
- 대한민국의 재외공관 목록
- 칠레 주재 외국공관 목록